# (37404) 2001 XF99
2001 XF99 (asteroide 37404) é um asteroide da cintura principal. Possui uma excentricidade de 0.25642050 e uma inclinação de 7.85374º.
Este asteroide foi descoberto no dia 10 de dezembro de 2001 por LINEAR em Socorro.